# Tephroseris cladobotrys
Tephroseris cladobotrys là một loài thực vật có hoa trong họ Cúc. Loài này được (Ledeb.) Griseb. & Schenk miêu tả khoa học đầu tiên năm 1852.